# Strich (Einheit)

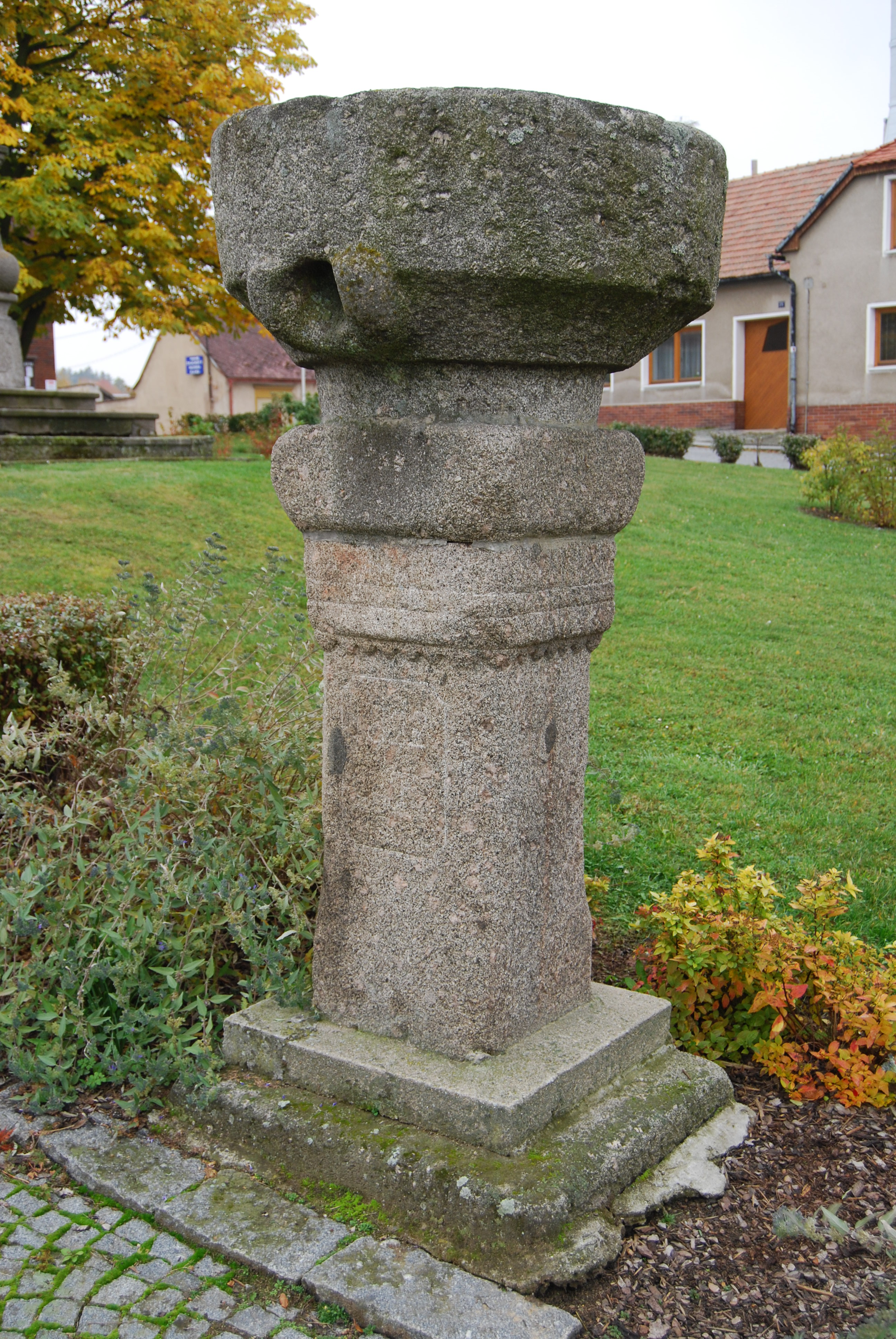
Steinerner Strich auf dem Ring von Krásná Hora nad Vltavou

Strich ist die Bezeichnung für unterschiedliche technische Einheiten.

## Raummaß
Der Strich war ein Getreidemaß. Er wurde insbesondere für Mehl, Hülsenfrüchte und Sämereien verwendet und auch als Getreidestrich bezeichnet.
In Regensburg entsprach
- 1 Strich = 4 Mäßl = 32 Köpfel.[1]

In Prag, als Prager Strich oder böhmischer Strich (tschechisch Korec), galt:
- 1 Strich = 93,389 Liter = 1,6992 preußische Scheffel = 1,51841 Wiener Metzen
- 1 Strich = 4 Viertel = 16 Maaßl = 192 Seidel
- 1 Viertel = 4 Maaßl = 48 Seidel (4 Metzen zu 3 Pint zu 4 Seidel)
- 2 Strich = 3 Wiener Metzen

Als Mehlstrich nach der Mehl- und Brotsatzung aus dem Dezember 1738 war er von der Mehlsorte abhängig:
- 1 Strich Mehl = 1/31 Muth allgemein
- 1 Strich = 32 Pfund Roggenmehl
- 1 Strich = 34 Pfund Pollmehl
- 1 Strich = 36 Pfund Semmelmehl
- 1 Strich = 37 Pfund Mundmehl

1 Muth waren 30 Metzen mit 31 Strich. Muth war auch ein Rechnungsmaß.

## Längenmaß
Der Strich gilt auch als ein altes (französisches) Längenmaß und es galt:
- 1 Strich = 1/10 Zoll

## Flächenmaß
Der böhmische Strich war auch ein Acker- und Feldmaß bei der Aussaat.
- 1 Strich (Aussaat) = 800 Quadrat-Klafter (Ackerland)[2]

## Winkelmaß
In der Nautik (Vollkreis: 32 Strich) und bei der Artillerie (Vollkreis: 6400 Strich) ist der Strich als Winkeleinheit gebräuchlich.